# SN 2000dm
SN 2000dm – supernowa typu Ia odkryta 24 września 2000 roku w galaktyce UGC 11198. W momencie odkrycia miała maksymalną jasność 16,10m.